# Максютовська сільська рада
Максю́товська сільська рада (рос. Максютовский сельский совет) — муніципальне утворення у складі Кугарчинського району Башкортостану, Росія. Адміністративний центр — село Максютово.

## Населення
Населення — 1810 осіб (2019, 2032 в 2010, 2201 в 2002).

## Склад
До складу поселення входять такі населені пункти:
| Населений пункт           | Населення, осіб (2002) | Населення, осіб (2010) |
| ------------------------- | ---------------------- | ---------------------- |
| Айгай-Мурсаляй, присілок  | 18                     | 13                     |
| Ардатово, присілок        | 228                    | 191                    |
| Баш-Беркутово, присілок   | 3                      | 2                      |
| Беркутово, присілок       | 23                     | 11                     |
| Верхнє Сазово, присілок   | 197                    | 179                    |
| Зірекля, присілок         | 178                    | 186                    |
| Ікназарово, присілок      | 10                     | 3                      |
| Максютово, село           | 1090                   | 1003                   |
| Назаркино, село           | 216                    | 220                    |
| Нижнє Сазово, присілок    | 67                     | 59                     |
| Нижньосюрюбаєво, присілок | 0                      | 1                      |
| Симбірський, хутір        | 21                     | 24                     |
| Туємбетово, присілок      | 150                    | 140                    |